# Athlītikos Syllogos Omonoia Leukōsias 2013-2014
Questa voce raccoglie le informazioni riguardanti l'Athlītikos Syllogos Omonoia Leukōsias nelle competizioni ufficiali della stagione 2013-2014.

## Rosa
Fonte: 
| N. |                       | Ruolo | Calciatore                |
| -- | --------------------- | ----- | ------------------------- |
|    | Montserrat (bandiera) | P     | Corrin Brooks-Meade       |
|    | Cipro (bandiera)      | P     | Evagoras Chatzifrangiskos |
|    | Portogallo (bandiera) | P     | José Moreira              |
|    | Cipro (bandiera)      | P     | Constantinos Panagi       |
|    | Nigeria (bandiera)    | D     | Rasheed Alabi             |
|    | Cipro (bandiera)      | D     | Zacharias Andreou         |
|    | Cipro (bandiera)      | D     | Christoforos Charalambous |
|    | Algeria (bandiera)    | D     | Sofyane Cherfa            |
|    | Cipro (bandiera)      | D     | Christakis Constantinou   |
|    | Portogallo (bandiera) | D     | João Paulo                |
|    | Spagna (bandiera)     | D     | José                      |
|    | Cipro (bandiera)      | D     | Charalampos Kyriakou      |
|    | Nigeria (bandiera)    | D     | Ganiu Ogungbe             |
|    | Cipro (bandiera)      | D     | Andreas Panagiotou        |
|    | Francia (bandiera)    | D     | Anthony Scaramozzino      |
|    | Portogallo (bandiera) | C     | Bruno Aguiar              |

| N. |                       | Ruolo | Calciatore             |
| -- | --------------------- | ----- | ---------------------- |
|    | Cipro (bandiera)      | C     | Giōrgos Efraim         |
|    | Ungheria (bandiera)   | C     | Leandro de Almeida     |
|    | Capo Verde (bandiera) | C     | Marco Soares           |
|    | Portogallo (bandiera) | C     | Renato Margaça         |
|    | Portogallo (bandiera) | C     | Nuno Assis             |
|    | Portogallo (bandiera) | C     | Ricardo Fernandes      |
|    | Brasile (bandiera)    | C     | Serginho               |
|    | Cipro (bandiera)      | C     | Panagiotis Therapontos |
|    | Spagna (bandiera)     | A     | Álex Rubio             |
|    | Brasile (bandiera)    | A     | Alípio                 |
|    | Cipro (bandiera)      | A     | Iōannīs Chatzīvasilīs  |
|    | Capo Verde (bandiera) | A     | Platini                |
|    | Cipro (bandiera)      | A     | Onīsiforos Rousias     |
|    | Malta (bandiera)      | A     | André Schembri         |
|    | Panama (bandiera)     | A     | Tony Taylor            |